# Torrassa de Sant Antoni
La Torrassa de Sant Antoni és una obra d'Altafulla (Tarragonès) declarada Bé Cultural d'Interès Nacional.

## Descripció
Antiga torre de telegrafia òptica situada al costat de l'ermita de Sant Antoni, a la part alta del nucli urbà i a 80 m d'altura. És de planta quadrada (5 x 5 m) i base atalussada. Té uns 8 m d'alçada total. Segueix el model estàndard de Mathé de planta baixa amb sòcol, dos pisos i cornisa amb coberta plana. Hi ha una divisòria de maons entre el sòcol i la planta baixa i una altra feta de pedra entre aquesta última i el primer pis. Les obertures, finestres i porta d'accés elevada al primer pis, practicades a les façanes oposades, estan emmarcades amb llindes i brancals de pedra. La torre és feta de maçoneria arrebossada. A causa de les obres de restauració ha perdut les espitlleres de la planta baixa i se li ha obert una porta en un costat de la planta baixa. La coberta feta de material modern té una antena distribuïdora de senyal de ràdio.
Aquesta torre de la línia civil tenia comunicació visual directa amb la torre anterior de Pilat de Tarragona, situada a 10 km i amb la torre posterior de Roda de Berà, a 8,8 km en línia recta.

## Història
Aquesta torre pertanyia a la línia civil de València a Tarragona i Barcelona que formava part de la línia Madrid-València-Barcelona amb perllongament fins a la Jonquera. La línia civil de Madrid a València i Barcelona va entrar en funcionament el 1849. La part de la línia civil de Catalunya resseguia tota la costa catalana de sud a nord, entrant cap a l'interior en els trams del Vendrell a Barcelona i de Santa Susanna a la Jonquera.
La telegrafia òptica és un sistema que es basa en una sèrie de senyals realitzats en un punt alt, com pot ser una torre o un campanar, per un operari i que un altre operari veu des d'un altre punt, comunicat visualment, i el repeteix; d'aquesta manera un missatge es pot transmetre de pressa des d'un punt a l'altre de la línia. Hi havia diverses maneres de realitzar les senyals, com un alt pal de fusta amb dos travessers als extrems que, accionats per politges, podien canviar de posició; cada posició era una lletra o clau que gràcies a un llibre de claus es podia desxifrar. Els operaris o torrers, disposaven d'unes ulleres de llarga vista que van permetre que la distància entre els diferents punts fos més gran que si no disposessin d'elles.
Mentre que a països com França o Anglaterra ja s'havien construït línies de telegrafia òptica a finals del segle xviii, a Espanya no s'inicia la construcció fins al 1844, moment que en alguns països ja s'havia començat a utilitzar la telegrafia elèctrica. La creació d'una línia implicava la instal·lació dels sistemes de comunicació en punts alts ja existents o la construcció de torres en els llocs on la distància era massa gran.
A Catalunya, la primera línia procedia de València i arribava a la Jonquera passant per Barcelona. Durant la Guerra dels Matiners (1846-1849), el marquès del Duero, capità general de Catalunya, va encarregar el desenvolupament d'una important xarxa de telegrafia òptica fixa militar. Es van crear 6 línies, entre elles la de Manresa - Vic - Girona.
Al 1853 es construeix la primera línia de telegrafia elèctrica entre Madrid i Irún, aquest fet marcarà l'inici de l'abandonament de la telegrafia òptica i el desús de les torres construïdes per aquest fi. Al 1857 es produeix el desmantellament i abandonament de les torres de telegrafia civil, i, al 1862, s'oficialitza l'abandonament de les torres militars. D'aquesta manera es posa fi a la curta història de la telegrafia òptica a Catalunya però que va deixar com a testimoni les torres de telègraf.
En l'actualitat funciona de repetidor de televisió i té una antena a la coberta. Anteriorment va servir com a seu d'una emissora de ràdio.